# Suka Jaya (Lempuing Jaya)
Suka Jaya is een bestuurslaag in het regentschap Ogan Komering Ilir van de provincie Zuid-Sumatra, Indonesië. Suka Jaya telt 1053 inwoners (volkstelling 2010).